# Zachäuskirche
Zachäuskirche ist der Name folgender evangelischer Kirchengebäude:
- Zachäuskirche (Furth im Wald),
- Zachäuskirche (Sauerlach)
- Zachäuskirche (Gröbenzell), Gröbenzell
- Zachäuskirche (Herrenhausen-Stöcken), Hannover
- Zachäuskirche (Stätzling), Stätzling
- Zachäuskirche (Landwasser), Freiburg im Breisgau